# Zeiraphera isertana
Zeiraphera isertana — вид лускокрилих комах родини листовійки (Tortricidae). Вид поширений в Китаї (провінції Ляонін, Ганьсу,
Цінхай), Росії, Європі і Близькому Сході. Розмах крил 13-18 мм. Виліт відбувається з липня по серпень в Західній Європі.
Личинки живляться листям дуба (Quercus), груші (Pyrus) і в'язу (Ulmus).